# خوسيه كارلوس
خوسيه كارلوس (بالبرتغالية: José Carlos da Silva José) هو مدرب كرة قدم ولاعب كرة قدم برتغالي في مركز الدفاع، ولد في 22 سبتمبر 1941 في فيلا فرانكا دي إكسيرا في البرتغال. شارك في كأس العالم 1966. وشارك مع منتخب البرتغال لكرة القدم. أما مع النوادي، فقد لعب مع سبورتينغ براغا وسبورتينغ لشبونة ونادي فابريل.

## وصلات خارجية
- خوسيه كارلوس على موقع الاتحاد الدولي (مؤرشف)  (الإنجليزية)
- خوسيه كارلوس على موقع قاعدة بيانات كرة القدم.إي يو (الإنجليزية)
- خوسيه كارلوس على موقع ناشيونال فوتبول تيمز (الإنجليزية)
- خوسيه كارلوس على موقع عالم كرة القدم.نت (الإنجليزية)